# Oliviero Toscani
Oliviero Toscani, italijanski fotograf,  * 28. februar 1942, Milano, Kraljevina Italija, † 13. januar 2025, Cecina, Italija.
Znan je predvsem po kontroverznih fotografijah v oglasih za Benetton 1982-2000, v katerih se je dotikal sodobnih ali še nepreseženih, aktualnih dilem, predvsem virusa HIV, razmerja črnci - belci, enakosti, spolnosti,  onesnaževanja ipd. - mnoga med njimi so bila večplastna in izrazito angažirana. Mednje sodijo motivi, kot so: za aidsem umirajoči David Kirby z užaloščeno družino v columbuški bolnišnici, telesa z vtetoviranim napisom HIV (roke, zadnjica), raznobarvni kondomi; primerjava src pripadnikov 3 ras, z lisicami priklenjena belec in črnec, črnski albino med vrstniki; poljub duhovnika in usmiljenke, doječa črnka z belskim dojenčkom, žrebec pri naskoku bele kobile; ptica, katere perje je povsem zlepljeno z nafto. Javnost je takšne oglase sprejemala z mešanim, večinoma nelagodnim občutkom - Toscaniju so očitali, da ne prikazuje tega, kar oglašuje, in izkorišča čustva ljudi za prodajo izdelkov. Toscani se je ob tem branil, da "ni on izkoristil HIVA, temveč je HIV izkoristil podjetje z uveljavljenim oglaševalskim sistemom, da je le-to opozorilo na perečo problematiko".  Z objavo fotografije okrvavljene obleke bosanskega vojaka je vzbudil veliko ogorčenje javnosti, zaradi česar je moral umiriti kampanjo.